# Zambrów
Zambrów is een stad in het Poolse woiwodschap Podlachië, gelegen in de powiat Zambrowski. De oppervlakte bedraagt 19,02 km², het inwonertal 22.891 (2005).